# Elachista herrichii
Espèce
Synonymes
- Elachista reuttiana Frey, 1859[1]
- Poeciloptilia obscurella Herrich-Schäffer, 1855[2]
- Elachista obscurella (Herrich-Schäffer, 1855)

Elachista herrichii est une espèce européenne de lépidoptères (papillons) de la famille des Elachistidae.

## Répartition
L'espèce est présente des Pyrénées aux Balkans, en Italie et en Roumanie.

## Écologie
La chenille est jaune avec une tête brun pâle. Elle se rencontre de l'automne à avril ou mai, et à nouveau de juillet à début août. Elle mine les feuilles de sa plante hôte. Elle se nourrit de différentes espèces d'herbes, notamment Agrostis, Bromus pannonicus, Festuca arvernensis, Holcus, Koeleria glauca et Koeleria macrantha. Juste après l'hibernation, elle crée la mine qui a la forme d'un couloir fin et peu profond vert jaunâtre dans la partie basale de la feuille. Elle tourne ensuite vers le haut et s'élargit sur toute la largeur du limbe. Les excréments sont dispersés irrégulièrement. La nymphose a lieu à l'extérieur de la mine.